# Лачининский, Вадим Анатольевич
 Лачининский, Вадим Анатольевич  (28 марта 1928 — 10 марта 2009) — экономико-географ, кандидат географических наук (1970), доцент кафедры экономической и социальной географии Факультета географии и геоэкологии СПбГУ, проректор ЛГУ им А. А. Жданова (1965—1972). Почётный член Русского географического общества (1958). Председатель комиссии географии Америки ГО СССР (Русского географического общества), Почётный работник высшего профессионального образования Российской Федерации (2006).
Известен как признанный специалист в области экономической географии, географической американистики, политической географии, геоэкономики, военной географии. Автор более 45 научных и учебно-методических публикаций, в том числе зарубежных.

## Биография
Вадим Анатольевич Лачининский родился 28 марта 1928 года в с. Махунцеты Батумского района Аджарской АССР. Вскоре семья переезжает жить в Ленинград.
1942 г. — эвакуация в Петровск, Саратовской области.
1947—1952 гг. — обучение на географическом факультете ЛГУ им. А. А. Жданова.
1952—1964 гг. — работа в средних школах Крыма и Ленинграда, в издательстве «Ленинградская правда», в Ленинградском обкоме КПСС.
1964—1972 гг. — проректор ЛГУ им. А. А. Жданова.
1970 г. — защита кандидатской диссертации по актуальной и новой теме: «Новый Юг США: экономическая, политическая и военная география».
С 1972 г. — доцент кафедры экономической и социальной географии СПбГУ.
1975—1981 гг. — проходил научные стажировки в Канаде (Монреаль, Оттава, Ванкувер, Торонто).
1989 г. — проходил научные стажировки в США (Нью-Йорк, Лос-Анджелес, Сан-Диего, Сан-Франциско), в Польше и Германии.

## Вклад в науку
После смерти Б. Н. Семевского, Вадим Анатольевич возглавил школу географической американистики в Ленинграде. Занимался исследованиями в области внешнеэкономических связей США, проблем капиталистической интеграции, проблем освоения нефтегазовых ресурсов Северной Америки.
Ученым подготовлено более 40 дипломантов, более 60 научных и научно-методических работ. Лачининский В. А. разработал и читал серию страноведческих курсов по географии США, Канады, Италии, Португалии, Великобритании. Особое место имеет разработанный им в конце 1970-х гг. курс «Современные теоретические проблемы экономгеографии», читаемый на вечернем отделении СПбГУ.
Ученым-географом написаны главы по географии США и Канады в фундаментальных учебниках «Социально-экономическая география мира», под ред. С. Б. Лаврова, Н. В. Каледина, изд. СПбГУ, 2001 и "Экономическая, социальная и политическая география мира. Регионы и страны, под ред. С. Б. Лаврова, Н. В. Каледина, М., Гардарики, 2002.

## Награды
Награждён почётной грамотой Совета Министров Монголии за помощь в подготовке научных кадров для государства (1957), почётной грамотой Ученого совета ЛГУ за высокое педагогическое мастерство и подготовку научных кадров (1986), благодарственным письмом СПбГУ за вклад в развитие образования, науки и культуры (2004).
В 2006 г. — присвоено звание Почётный работник высшего профессионального образования Российской Федерации.
Весной 2008 г. — Ученый совет СПбГУ принял решение ходатайствовать перед президентом РФ о присвоении Лачининскому В. А. звания Заслуженный работник высшей школы Российской Федерации.
2 ноября 2010 г. Президент РФ подписал Указ №1315 о присвоении В. А. Лачининскому почетного звания Заслуженный работник высшей школы Российской Федерации.

## Список научных трудов
- Голос Каира / историко-географический очерк колониализма."Пропагандист",1958 г., № 2.
- Влияние научно-технического прогресса на размещение промышленности капиталистических стран / на примере США// Сборник «Теоретические вопросы экономической географии», ЛГУ, 1973 г.
- Новые методы и формы территориальной организации производства в капиталистических странах / на примере США/«Вестник ЛГУ», сер. Геология и география. 1973, вып. 18.
- Исследование и американская колонизации Техаса в первой половине XIX в. «Проблемы исследования Америки в XIX—XX вв.» Тезисы докладов к конференции, посвященной 200-летию со дня рождения академика Г. И. Лангсдорфа. АН СССР, Геогр. Общество СССР. Л., 1974.
- Новый Юг в системе экономических районов США, Сборник «Вопросы географии США», Геогр. Общество СССР. Л., 1976.
- Научные контакты с канадскими географами, «Вестник ЛГУ», сер. Геология и география, 1976, вып. 18.
- Новое в государственном регулировании размещения производительных сил / рецензия/ 1976, Вып.24.
- Проблема капиталистической интеграции (географический анализ)"Вестник ЛГУ", сер. География и геология, 1977, № 12.
- Проблема капиталистической интеграции (географический анализ), 2 часть «Вестник ЛГУ», сер. География и геология, 1977, № 24.
- Современная география мирового хозяйства (рецензия)Известия ВГО, 1978, № 4, в соавторстве с Дмитревским, Калединым, Лавровым.
- География капиталовложений США в Африке (Тезисы докл. на всесоюзной науч. Конф. «География развивающихся стран» (М., 1978) Деп. ВИНИТИ, З/IV-79 № 1162-790.
- Проблемы освоения нефтегазовых ресурсов Аляски и Канадского Севера 1 часть, Вестник ЛГУ, 1979, № 12, в соавторстве со Стрекаловой.
- Проблемы освоения нефтегазовых ресурсов Аляски и Канадского Севера 2 часть,Вестник ЛГУ, 1979, № 18.
- Экономико-географические аспекты технологического империализма" //Межвуз. сборник: Проблемы территориальной организации экономики. Изд. ЛГУ, 1979.
- Канадские капиталовложения в США Деп. ВИНИТИ, 19/ VI-80, № 2468-80.
- География технологической экспансии США в развивающихся странах Деп. ВИНИТИ, 19/ VI-80, № 2467-80.
- Мирохозяйственные связи в курсах экономической, политической и социальной географии // Тезисы доклада VII секции VII съезда ГО СССР. Л., 1980.
- География в системе политического просвещения //Тезисы доклада VII секции VII съезда ГО СССР. Л., 1980.
- Новое учебное пособие по географии мирового хозяйства (рецензия)// Вестник ЛГУ, 1981, № 6, в соавторстве с А. А. Анохиным, Блехциным.
- XXVI съезд КПСС и задачи экономической и социальной географии// Вестник ЛГУ, 1981, № 24, в соавторстве с А. А. Анохиным, Лавровым.
- Вклад Б. Н. Семевского в развитие советской географической американистики Вестник ЛГУ, 1982, № 18.
- Экспансия транснациональных монополий в развивающихся странах (экологический аспект) //Тезисы доклада на VII Всесоюзной конф. «География и развивающиеся страны», Л., 1983.
- The XXVI th party congress and the tasks of economic geography Soviet geography. 1982, May, pp. 203–210, Anohin, Lavrov
- Свободные торговые зоны в приморских центрах США//Тезисы доклада на Всесоюзной конф. «География и картографирование океана». Л., 1983.
- Встречи с канадскими географами//Вестник ЛГУ, 1983, № 18 0,2 25.География в канадских университетах // Вестник ЛГУ, 1984, № 18.
- Страны Пиренейского полуострова, Издательство ЛГУ, 1984, в соавторстве с Лагутиной.
- Нефтегазовые ресурсы Канадского Севера в планах американских монополий //Тезисы доклада на II Всесоюзной конф. «География и картографирование океана». Л., 1985.
- Транснациональные корпорации в университетских курсах экономической и политической географии //Тезисы доклада на IV секции VIII съезда ГО СССР. Л., 1985.
- Экономическая география Западной Европы. Сдвиги в географии населения и хозяйства стран западной Европы (рецензия)Вестник ЛГУ, 1986, № 2, Дмитревский
- Обсуждение вузовского учебника Печат. Известия ВГО, 1987, № 6, Файбусович.
- Районы США: портрет современной Америки (рецензия)Известия ВГО, 1989, № 5, в соавторстве с Аксеновым, Лавровым.
- Политико-географические аспекты развития мирового хозяйства. Межвузовский сборник по экономической географии Издательство ЛГУ, 1990.
- Макрорегиональная структура США (сдвиги в XX веке)Тезисы доклада на X съезд РГО. Географическая наука и образование. Л, 1995.
- Статья «Миллион разгневанных мужчин на Потомаке» Санкт-петербургские Ведомости, 19 октября 1995 года
- Статья «Канада остается единой» Печат. Санкт-петербургские Ведомости, 1 ноября 1995 г.
- Н. В. Каледин «Политическая география: истоки, проблемы, принципы научной концепции» (рецензия)// Вестник СПбГУ, серия 3, № 3, 1997.
- Глобальная информатика на пороге XXI века.// Тезисы доклада на XI съезде РГО. Т4, СПб, 2000, с.49-50.
- Северная Америка (США, Канада)Печат. Учебник социально-экономическая география мира. Из-во СПбГУ, 2001, с. 689—753.
- Северная Америка (США, Канада)//Учебник Экономическая, социальная и политическая география мира. Регионы и страны. М., гардарики, 2002, с.723-832.
- Региональные контрасты США (Рукопись)//Тезисы на XII съезд РГО, 2005 г.
- Американистика на факультете географии и геоэкологии // Теория и практика эколого-географических исследований (Итоги научной работы УНЦ географии и геоэкологии в 2004 году), под ред. В. В. Дмитриева, А. И. Чистобаева. СПб, ТИН, 2005 г., с.449-450.